# Boala Caroli
Boala Caroli (ectazia cavernoasă comunicantă sau dilatația saciformă congenitală a arborelui biliar intrahepatic) este o afecțiune genetică rară, caracterizată prin dilatarea chistică (ectazia) a căilor biliare intrahepatice. Există două tipuri manifeste ale acestei patologii: tipul I se limitează la prezența dilatațiilor sacciforme la nivelul ductelor biliare intrahepatice, pe când tipul II (numit și "sindrom Caroli") este asociat cu fibroza hepatică congenitală. Diferențele de bază dintre cele două tipuri nu sunt bine înțelese. Boala Caroli este, de asemenea, asociată cu insuficiență hepatică și boala polichistică a rinichilor . Incidența bolii Caroli (ambele tipuri) este mai mică decât 1/100.000 de persoane, tipul II fiind mai frecvent.
În clasificarea chisturilor biliare congenitale larg acceptată în prezent de comunitatea medicală, boala Caroli reprezintă categoria V, reprezentând apoximativ 20% din totalul chisturilor biliare congenitale.

## Semne si simptome
Simptomele sunt nespecifice, cele mai frecvente fiind: durere în flancul drept, febră, anorexie și sângerări variceale. Mai puțin frecvent (frecvență de maxim 20%) se poate acuza: fatigabilitate, prurit sau manifestări digestive (diaree, greață sau vărsături). În unele cazuri, boala este asimptomatică. Persoanele cu boala Caroli sunt de 100 de ori mai expuse riscului de colangiocarcinom decât populația sănătoasă.
La inspecție se poate constata: hepatosplenomegalie (putând însă exista și separat), ascită, icter, edem al membrelor inferioare etc. Aceste probleme pot afecta grav calitatea vieții pacientului.

## Cauze

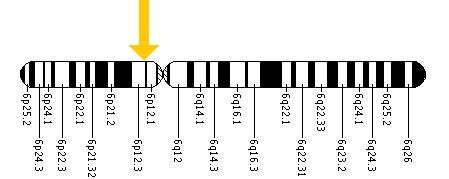
Figura 2: Locația genei PKHD1 pe brațul scurt al cromozomului 6.

Boala Caroli are o transmitere autozomal recesivă, făcând parte, din punct de vedere genetic, din spectrul bolilor rinichilor polichistici datorită mutațiilor de la nivelul genei PKHD1. Această genă codifică fibrocistina care se găsește în rinichi, ducte biliare, ducte pancreatice, inimă, vasele mari, testiculi, trahee și ganglionii simpatici. Se crede că fibrocistina are rol în proliferarea și diferențierea celulară, interacțiunea celulă-matrice extracelulară și polaritatea celulară. Astfel, prin intermediul a multiple căi de semnalizare (cAMP, TGF-β1, EGF/MEK5/ERK5 etc.) apar manifestări precum hiperproliferarea colangiocitelor și fibroza hepatică.
O altă posibilitate este aceea ca, în contextul în care fibrocistina se găsește în structura ciliilor primari, prin defectul de sinteză al fibrocistinei, să fie afectată morfogeneza căilor biliare intrahepatice.

## Diagnostic

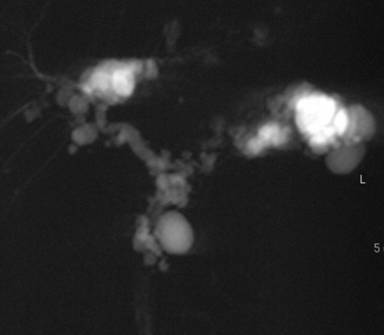
Colangiopancreatografia prin rezonanță magnetică (MRCP) ce arată dilatații chistice aferente bolii Caroli

Tehnicile imagistice moderne permit ca diagnosticul să fie făcut mai ușor și fără imagistica invazivă a arborelui biliar. De cele mai multe ori, boala este limitată la lobul stâng al ficatului. Imagistica realizată prin CT, radiație X sau RMN arată căile biliare intrahepatice mărite din cauza ectaziei. Cu ajutorul ultrasonografiei, se poate observa dilatarea tubulară a căilor biliare. CT cu substanță de contrast (i.e. arteriografie hepatică) relevă semnul "punctului central", considerat patognomonic pentru boala Caroli. Acest semn se datorează structurilor vasculare din protruziunile biliare intrahepatice. Biopsia hepatică nu este de obicei necesară pentru confirmarea diagnosticului. Ea poate deveni necesară în cazul sindromului Caroli (i.e. boala Caroli de tip II), când ficatul se prezintă mărit și dur, fără confirmarea imagistică a dilatațiilor biliare.

## Tratament
Tratamentul depinde de caracteristicile clinice și de localizarea anomaliei biliare. Când boala este localizată la un lob hepatic, hepatectomia ameliorează simptomele și pare să înlăture riscul de malignizare. Malignitatea complică boala Caroli în aproximativ 7% din cazuri.
Una dintre complicațiile cele mai frecvente ale bolii Caroli este colangita recurentă. Antibioticele sunt folosite pentru a trata inflamația căilor biliare, iar acidul ursodeoxicolic este utilizat pentru hepatolitiază (10–20 mg/kgc/zi), atunci când compoziția pietrelor este predominant colesterolică. O alternativă este ERCP (colangiopancreatografia endoscopică retrogradă) cu ajutorul căreia se realizează sfincterectomia, cu eventuală plasare de stent, alături de litotripsie extracorporeală sau litotripsie electrohidraulică intraductală.
În cazurile de colangită recurentă, asociată cu hipertensiune portală, o opțiune viabilă de tratament este transplantul hepatic, având rezultate mai bune decât transplanturile realizate pentru alte boli. Astfel, într-un studiu cuprinzând 140 de pacienți cu transplant hepatic pentru boala Caroli, rata de supraviețuire la 1 an post-transplant a fost de 88,5%, iar la 10 ani de 67,9%.

## Prognoză
Principalele complicații ale bolii Caroli sunt: coledocolitiaza, colangita, colangiocarcinomul și hipertensiunea portală (cu eventuale varice esofagiene sau tromboză de venă portă). Astfel, mortalitatea este cauzată de complicații. Un alt factor determinant este asocierea acestei boli cu disfuncția renală.

## Epidemiologie
Sindromul Caroli este mai frecvent (1/100.000 persoane) decât boala Caroli (1/1.000.000 persoane). Persoanele care se prezintă cu simptome înaintea vârstei de 40 de ani, au o incidență mai mare pentru sindromul Caroli (boala Caroli de tip II).

## Istorie
Jacques Caroli (1902–1979), un gastroenterolog francez, a descris pentru prima dată, într-un articol publicat în 1958, ectazia cavernoasă comunicantă a arborelui biliar ca fiind o patologie hepatobiliară rară, uneori fatală. Ulterior această boală a ajuns cunoscută sub numele de "boala Caroli".